# Grande Prêmio da Alemanha de 1964
Resultados do Grande Prêmio da Alemanha de Fórmula 1 realizado em Nürburgring em 2 de agosto de 1964. Sexta etapa da temporada, nela o britânico John Surtees repetiu a vitória do ano anterior e, dentre as equipes, a Honda fez sua estreia na categoria.

## Classificação da prova
| Pos. | Nº | Piloto                  | Construtor      | Voltas | Tempo/Diferença  | Grid | Pontos |
| ---- | -- | ----------------------- | --------------- | ------ | ---------------- | ---- | ------ |
| 1    | 7  | John Surtees            | Ferrari         | 15     | 2:12:04.8        | 1    | 9      |
| 2    | 3  | Graham Hill             | BRM             | 15     | + 1:15.6         | 5    | 6      |
| 3    | 8  | Lorenzo Bandini         | Ferrari         | 15     | + 4:52.8         | 4    | 4      |
| 4    | 19 | Jo Siffert              | Brabham-BRM     | 15     | + 5:23.1         | 10   | 3      |
| 5    | 22 | Maurice Trintignant     | BRM             | 14     | Bateria          | 14   | 2      |
| 6    | 26 | Tony Maggs              | BRM             | 14     | + 1 volta        | 16   | 1      |
| 7    | 4  | Richie Ginther          | BRM             | 14     | + 1 volta        | 11   |        |
| 8    | 2  | Mike Spence             | Lotus-Climax    | 14     | + 1 volta        | 17   |        |
| 9    | 23 | Gerhard Mitter          | Lotus-Climax    | 14     | + 1 volta        | 19   |        |
| 10   | 5  | Dan Gurney              | Brabham-Climax  | 14     | + 1 volta        | 3    |        |
| 11   | 14 | Chris Amon              | Lotus-BRM       | 12     | Suspensão        | 9    |        |
| 12   | 6  | Jack Brabham            | Brabham-Climax  | 11     | Transmissão      | 6    |        |
| 13   | 20 | Ronnie Bucknum          | Honda           | 11     | Acidente         | 22   |        |
| 14   | 27 | Peter Revson            | Lotus-BRM       | 10     | Acidente         | 18   |        |
| Ret  | 1  | Jim Clark               | Lotus-Climax    | 7      | Válvula do motor | 2    |        |
| Ret  | 9  | Bruce McLaren           | Cooper-Climax   | 4      | Válvula do motor | 7    |        |
| Ret  | 16 | Bob Anderson            | Brabham-Climax  | 4      | Suspensão        | 15   |        |
| Ret  | 12 | Edgar Barth             | Cooper-Climax   | 3      | Embreagem        | 20   |        |
| Ret  | 18 | Giancarlo Baghetti      | BRM             | 2      | Acelerador       | 21   |        |
| Ret  | 10 | Phil Hill               | Cooper-Climax   | 1      | Motor            | 8    |        |
| Ret  | 15 | Mike Hailwood           | Lotus-BRM       | 0      | Motor            | 13   |        |
| Ret  | 11 | Jo Bonnier              | Brabham-BRM     | 0      | Ignição          | 12   |        |
| FAT  | 29 | Carel Godin de Beaufort | Porsche         |        |                  |      | [ 3 ]  |
| DNQ  | 28 | André Pilette           | Scirocco-Climax |        |                  |      |        |

## Tabela do campeonato após a corrida
|   | Pos. | Piloto         | Pontos |
| - | ---- | -------------- | ------ |
| 1 | 1    | Graham Hill    | 32     |
| 1 | 2    | Jim Clark      | 30     |
| 4 | 3    | John Surtees   | 19     |
| 1 | 4    | Richie Ginther | 11     |
| 1 | 5=   | Peter Arundell | 11     |
| 1 | 5=   | Jack Brabham   | 11     |

|   | Pos. | Equipe         | Pontos |
| - | ---- | -------------- | ------ |
|   | 1    | Lotus-Climax   | 34     |
|   | 2    | BRM            | 33     |
| 1 | 3    | Ferrari        | 19     |
| 1 | 4    | Brabham-Climax | 17     |
|   | 5    | Cooper-Climax  | 10     |

- Nota: Somente as primeiras cinco posições estão listadas. Apenas os seis melhores resultados, dentre pilotos ou equipes, eram computados visando o título. Neste ponto esclarecemos: na tabela dos construtores figurava somente o melhor colocado dentre os carros de um time.